# Ohaba Lungă

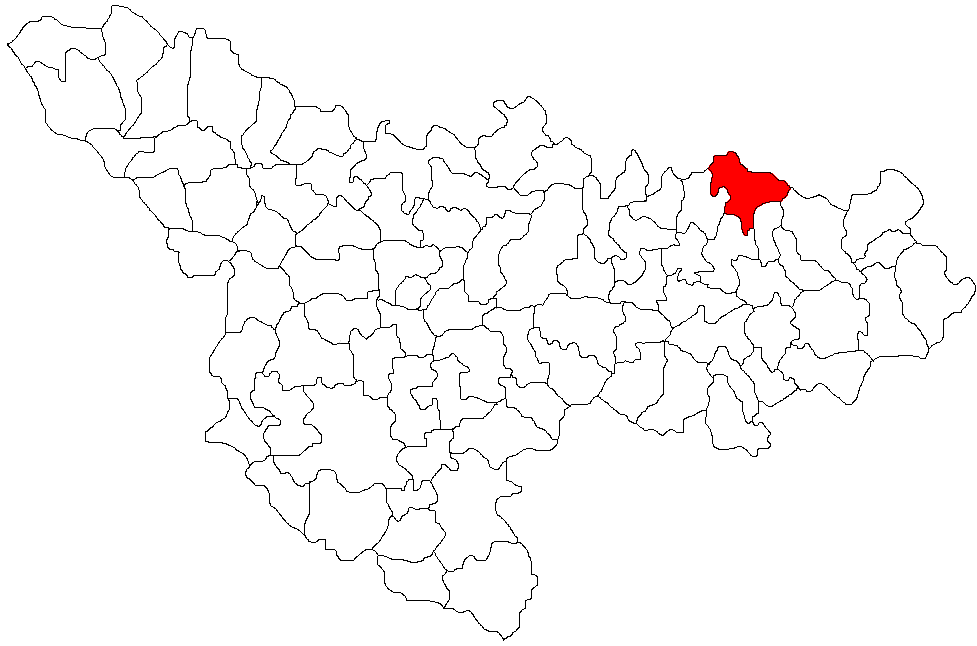
Lage der Gemeinde Ohaba Lungă im Kreis Timiș

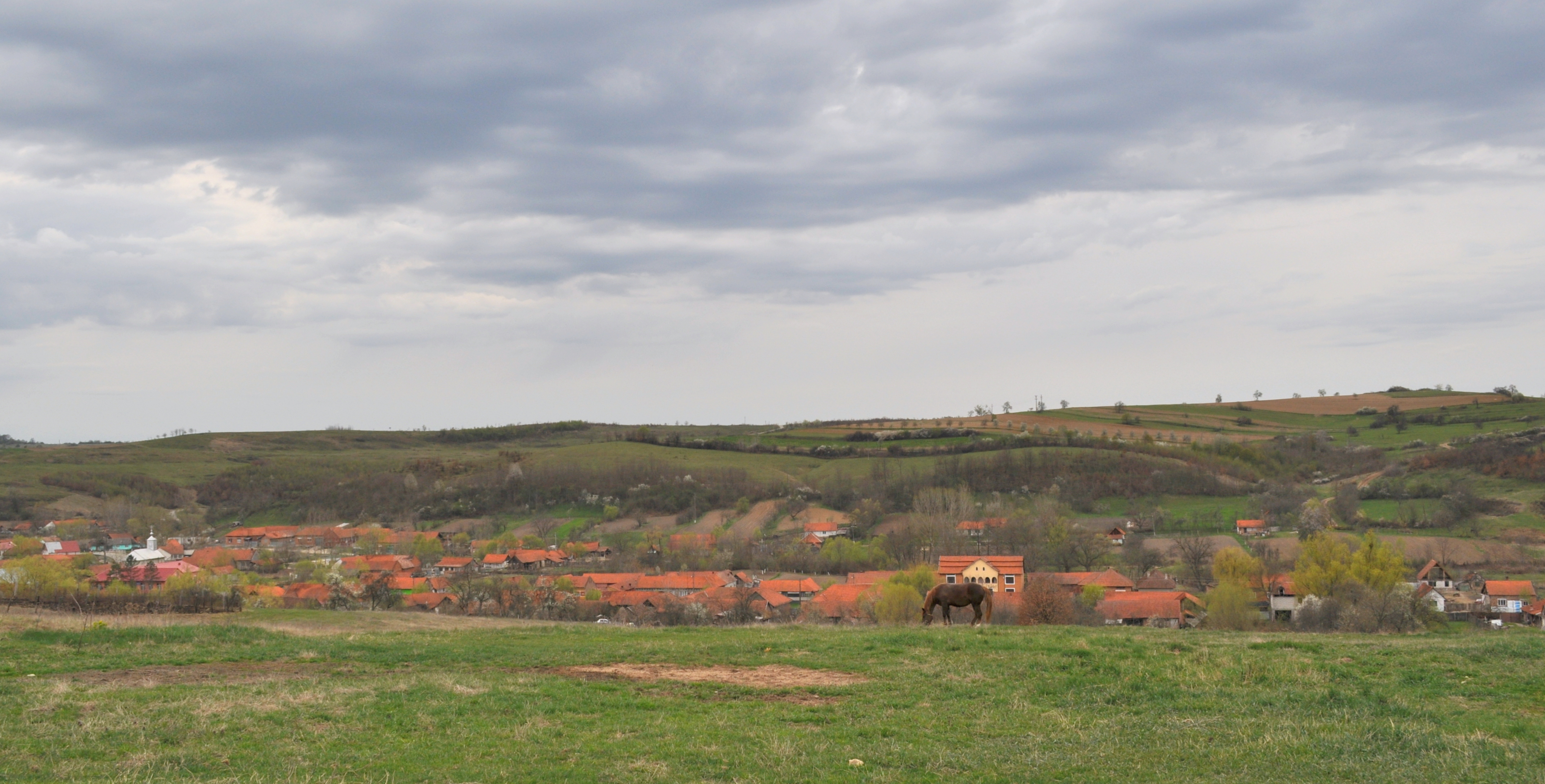
Ohaba Lungă

Ohaba Lungă (deutsch Ohabalunga, ungarisch Hosszúszabadi) ist eine Gemeinde im Kreis Timiș, in der Region Banat, im Südwesten Rumäniens. Zur Gemeinde Ohaba Lungă gehören auch die Dörfer Dubești, Ierșnic und Ohaba Română.

## Geografische Lage
Ohaba Lungă liegt im Nordosten des Kreises Timiș, an der Kreisstraße 609, in 28 Kilometer Entfernung von Lugoj und 88 Kilometer von Timișoara.

## Nachbarorte
| Rădmănești | Ohaba Română                                | Dubești |
| Crivobara  | Kompassrose, die auf Nachbargemeinden zeigt | Topla   |
| Bara       | Cladova                                     | Ierșnic |

## Geschichte
Der Ort wurde 1440 erstmals urkundlich erwähnt. 1447 war das Gut im Besitz von Nikolaus Banfy und gehörte zum Kreis Arad. Später gehörte Ohaba Lungă zum Kreis Timiș, dann zum Kreis Hunedoara. Im 17. Jahrhundert erscheint der Ort unter der Bezeichnung Olah-Ohaba, 1810 hieß er Ohaba Rumunyaska. Anfang des 19. Jahrhunderts taucht der Ort unter den Bezeichnungen Rumunyast (1828 und 1851) und Hosszúzbadi (1878) auf.
Nach dem Frieden von Passarowitz (1718), als das Banat eine Habsburger Krondomäne wurde, war Ohaba Teil des Temescher Banats.
Am 4. Juni 1920 wurde das Banat infolge des Vertrags von Trianon dreigeteilt. Der größte, östliche Teil, zu dem auch Ohaba gehört, fiel an das Königreich Rumänien. Seitdem ist Ohaba Lungă die amtliche Bezeichnung.

## Demografie
Die Bevölkerungsentwicklung der Gemeinde Ohaba Lungă:
| 1880 | 2492 | 2456 | 12 | 21  | 3             |
| 1910 | 3167 | 2971 | 44 | 121 | 31            |
| 1930 | 3048 | 2929 | 10 | 60  | 49            |
| 1977 | 1681 | 1647 | 2  | 1   | 31            |
| 2002 | 1225 | 1168 | 10 | -   | 47            |
| 2021 | 904  | 794  | 2  | -   | 108 (42 Roma) |